# Aleja Wincentego Witosa w Lublinie
Aleja Wincentego Witosa w Lublinie – jedna z dużych arterii komunikacyjnych Lublina, o bardzo dużym natężeniu ruchu, będąca częścią Trasy W-Z, szósta ulica w mieście pod względem długości (5092 m).

## Położenie i przebieg
Ulica położona jest we wschodniej części Lublina w dzielnicach Tatary, Bronowice i Felin. Przebiega równolegle do Drogi Męczenników Majdanka, z której w 1989 przejęła tranzyt. Jest przedłużeniem al. Tysiąclecia. Rozpoczyna się od węzła drogowego z ul. Hutniczą i biegnie w relacji północ-południe. Następnie między wiaduktem kolejowym a węzłem z ul. Krańcową trasa lekko skręca i dalej aż do granic miasta jest w relacji północny zachód – południowy wschód. Za granicą miasta przechodzi w al. Tysiąclecia w Świdniku.

## Historia
Odcinek alei od ówczesnego skrzyżowania z ul. Bohaterów ORMO (dziś Grabskiego) w pobliżu dzisiejszego wiaduktu do Carrefoura do granic miasta oddano do użytku w 1980. Odcinek od Hutniczej do Bohaterów ORMO otwarto w 1989 po latach budowy, co uzupełniło Trasę W-Z i skierowano tędy ruch drogi krajowej nr 17 z Drogi Męczenników Majdanka. Od 2016 roku aleja Wincentego Witosa jest drogą powiatową nr 2419L.

## Parametry drogi
Trasa zbudowana jest w systemie dwujezdniowym, po kilka pasów ruchu w każdym kierunku, posiada obustronne drogi serwisowe. W ciągu drogi istnieje wiele obiektów inżynieryjnych: wiadukt na ul. Hutniczej, wiadukt kolejowy na linii kolejowej nr 7 i 67, rondo na estakadzie w ciągu ulic Krańcowej i Chemicznej, wiadukt do Carrefoura, tunel pod aleją Witosa do centrum handlowego Felicity Lublin na Felinie oraz rondo na estakadzie w ciągu ulic Grygowej i Dekutowskiego. Jedynym jednopoziomowym skrzyżowaniem na alei jest sygnalizacja świetlna z ul. Doświadczalną. Prędkość na całej długości alei jest zwiększona do 70 km/h.

## Zdjęcie

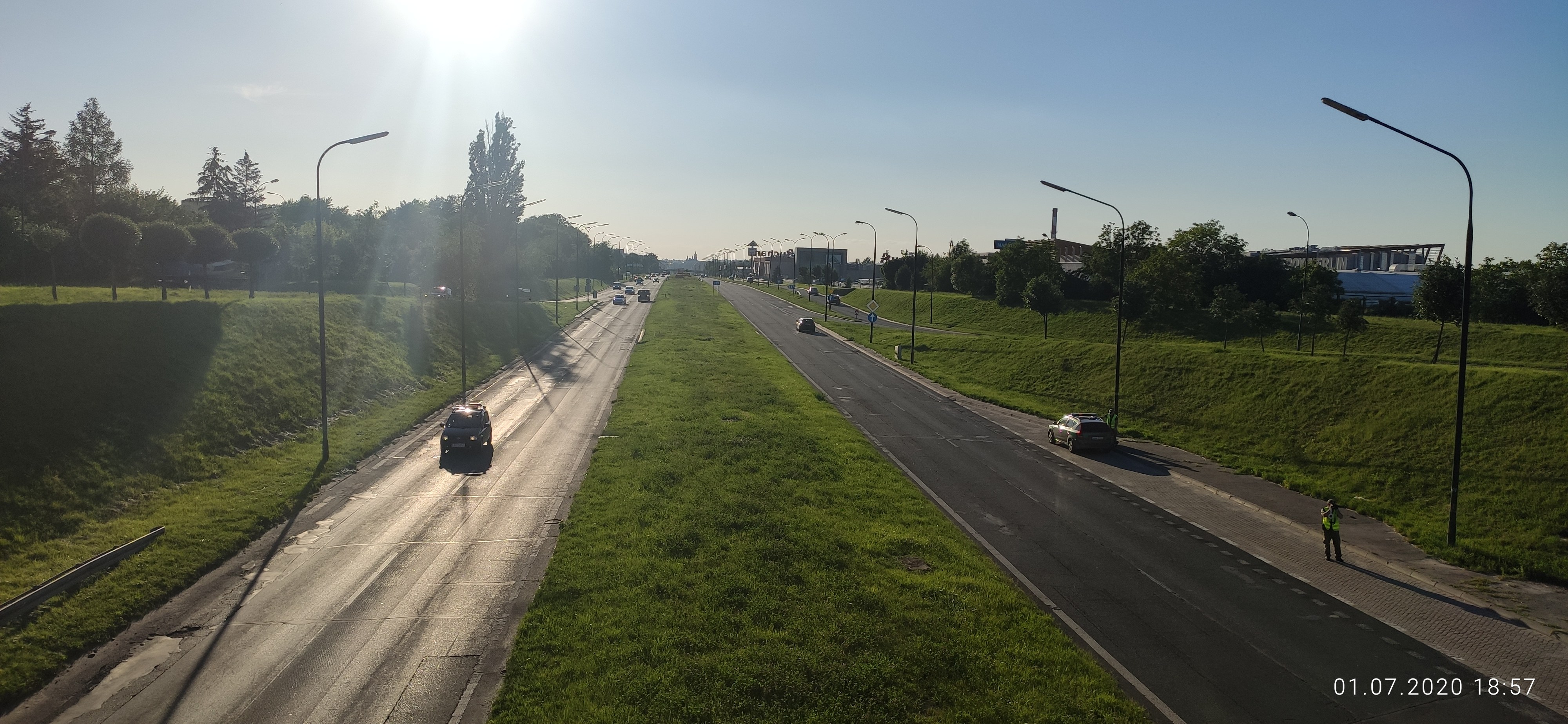
al. Witosa widziana z ronda w ciągu ul. A. Grygowej i ul. H. Dekutowskiego. w oddali widać centrum miasta, a po prawej stronie galerię Atrium Felicity.